# (1719) Jens
(1719) Jens ist ein Asteroid des Hauptgürtels, der am 17. Februar 1950 vom deutschen Astronomen Karl Wilhelm Reinmuth in Heidelberg entdeckt wurde.
Der Entdecker hat diesen Asteroiden einem seiner Enkel gewidmet.